# Jania acutiloba
Jania acutiloba (Decaisne) J.H. Kim, Guiry & H.-G. Choi, 2007  é o nome botânico de uma espécie de algas vermelhas pluricelulares do gênero Jania.
- São algas marinhas encontradas no Quênia, Mauritânia, Ilhas Maurícias, Tanzânia, Ilhas Nicobar, Ilhas Reunião, Ilhas Seychelles, Índia, Sri Lanka, Japão, Taiwan, Indonésia, Vietname, Queensland, Ilhas Fiji, Polinésia Francesa e Ilhas Samoa.

## Sinonímia
- Amphiroa acutiloba Decaisne, 1842
- Cheilosporum jungermannioides Ruprecht ex Areschoug, 1852
- Cheilosporum acutilobum (Decaisne) Piccone, 1886